# Gli ultimi sacramenti
Gli Ultimi Sacramenti, noto anche come il Muratore ferito è un dipinto del pittore spagnolo Rafael Romero de Torres realizzato nel 1890 e conservato nel Museo di belle arti di Cordova in Spagna.

## Storia
Romero de Torres dipinse l'opera nel 1890 a Roma, successivamente inviandolo al Consiglio provinciale di Cordova, che aveva finanziato il suo soggiorno da studente nella Città Eterna; successivamente è stato portato al Museo di belle arti di Cordova.

## Descrizione
Il dipinto mostra un muratore ferito nei suoi ultimi momenti,
accanto al quale è - tra l'altro - un prete con un chierichetto, che assiste la persona malata. L'opera fa parte di una trilogia di critiche sociali insieme alle tele cosiddette dei Senza lavoro e in cerca di patria. 